# College Station (Arkansas)
College Station is een plaats (census-designated place) in het midden van de Amerikaanse staat Arkansas, die bestuurlijk gezien valt onder Pulaski County.

## Demografie
Bij de volkstelling in 2000 werd het aantal inwoners vastgesteld op 766.

## Geografie
Volgens het United States Census Bureau beslaat de plaats een oppervlakte van
2,9 km², geheel bestaande uit land.

## Plaatsen in de nabije omgeving
De onderstaande figuur toont nabijgelegen plaatsen in een straal van 16 km rond College Station.